# Liste d'œuvres de Thomas Cole

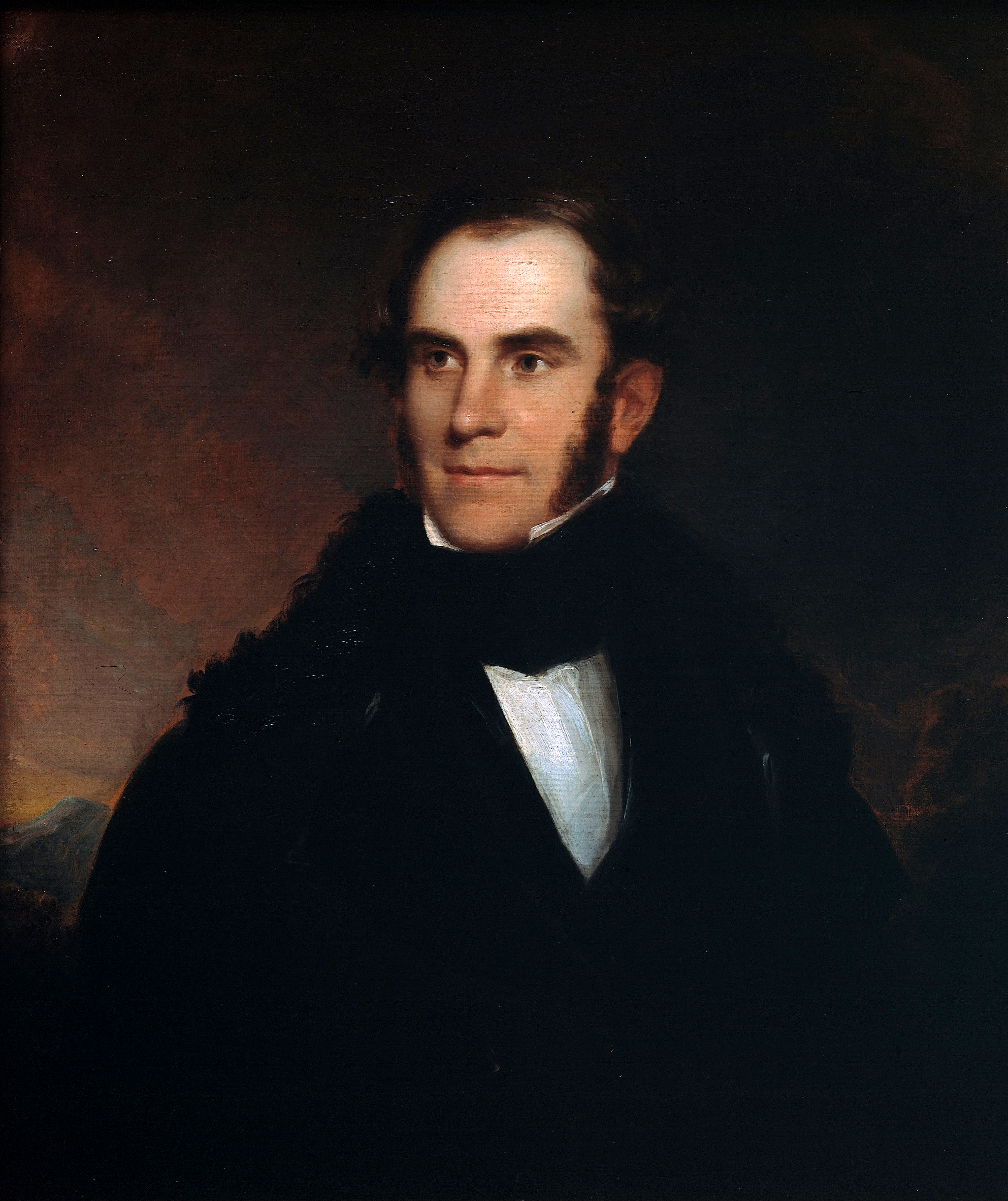
Portrait de Cole, réalisé en 1837, par Asher Brown Durand, un autre peintre de l'Hudson River School.

Thomas Cole (1801–1848) est un artiste américain d'origine britannique et le fondateur du mouvement artistique de la Hudson River School. Il est largement considéré comme le premier peintre paysagiste américain d'importance. Il était connu pour ses paysages romantiques et ses peintures d'histoire. Influencé par les peintres européens, mais avec une forte sensibilité américaine, il a été prolifique tout au long de sa carrière et a travaillé principalement à l'huile sur toile. Ses peintures sont typiquement allégoriques et représentent souvent de petits personnages ou structures en contraste avec des paysages naturels lugubres et évocateurs. Elles sont généralement évasives, présentant le Nouveau Monde comme un paradis naturel contrastant avec les paysages urbains remplis du smog de la Grande-Bretagne, de l'époque de la révolution industrielle, au cours de laquelle il a grandi,. Ses œuvres, souvent considérées comme conservatrices, critiquent les tendances contemporaines de l'industrialisation, de l'urbanisme et de l'expansion vers l'ouest.
Autodidacte, Cole commence à peindre des portraits, en 1822. Dans les années suivantes, il se tourne vers les paysages. L'un des premiers paysages de Cole, Lac aux arbres morts (1825), est l'un de ceux qui ont popularisé, pour la première fois, ses œuvres dans une exposition de 1825.
La plupart de ses premières œuvres dépeignent la nature sauvage, « la véritable forêt américaine », spécifiquement la vallée de l'Hudson River (en) et les montagnes Catskill où il résidait,. De 1831 à 1832, Cole parcourt l'Italie ; certaines des ruines classiques qu'il visite apparaissent dans ses tableaux, comme Aqueduc près de Rome (en) (1832), Campagne romaine (en) (1843) et Arc de Néron (en) (1846).
Pendant son séjour à Rome, Cole a formulé le concept de son œuvre la plus ambitieuse à ce jour : Le Cours de l'Empire, une série de cinq tableaux qui suit l'essor et le déclin de la civilisation. Achevée en 1836, la série reflète la nostalgie du pastoralisme et l'opposition personnelle de Cole au président américain Andrew Jackson.
Sa peinture de 1836, The Oxbow, reprend de nombreux thèmes de ses paysages précédents, juxtaposant la nature sauvage à la terre « civilisée ». Plus tard dans sa vie, Cole s'est éloigné des paysages naturels pour se concentrer davantage sur des œuvres véhiculant des thèmes religieux ou spirituels. En 1842, il peint Le Voyage de la vie, une autre série allégorique, décrivant cette fois le cours de la vie d'un individu.
Son tableau de 1847, Prométhée enchaîné, basé sur le mythe grec, est considéré par certains analystes comme exprimant des sentiments abolitionnistes. L'un des derniers paysages de Cole, Croix au coucher du soleil (en), est resté inachevé après sa mort prématurée, en 1848.
Aujourd'hui, les œuvres de Cole sont conservées dans une grande variété de grands musées nationaux, le Metropolitan Museum of Art, le musée des Beaux-Arts de Boston et la National Gallery of Art possédant certaines des plus grandes collections. La liste suivante ne comprend que les peintures documentées dans les collections publiques.

## Tableaux

### Œuvres datées
| Image | Titre                                                                       | Année             | Type                                       | Dimensions                   | Collection                                                | Référence |
| ----- | --------------------------------------------------------------------------- | ----------------- | ------------------------------------------ | ---------------------------- | --------------------------------------------------------- | --------- |
|       | Lac aux arbres morts                                                        | 1825              | Huile sur toile                            | 68,6 × 85,7 cm               | Allen Memorial Art Museum, Ohio                           | ,         |
|       | Vue du Fort Putnam (en)                                                     | 1825              | Huile sur toile                            | 69,2 × 86,4 cm               | Philadelphia Museum of Art, Pennsylvanie                  | ,         |
|       | Paysage                                                                     | 1825              | Huile sur toile                            | 60,3 × 80 cm                 | Minneapolis Institute of Art, Minnesota                   | [ 17 ]    |
|       | Paysage des montagnes Catskill                                              | c. 1826           | Huile sur panneau                          | 40,3 × 55,6 cm               | Sheldon Museum of Art, Nebraska                           | [ 18 ]    |
|       | La Tempête                                                                  | c. 1826           | Huile sur panneau                          | 47,6 × 63,5 cm               | High Museum of Art, Georgia                               | [ 19 ]    |
|       | Les Chutes de Kaaterskill (en)                                              | 1826              | Huile sur toile                            | 64,2 × 89,7 cm               | Wadsworth Atheneum, Connecticut                           | [ 20 ]    |
|       | Lever de soleil sur les Catskills                                           | 1826              | Huile sur toile                            | 64,8 × 90,1 cm               | National Gallery of Art, Washington, D.C.                 | [ 21 ]    |
|       | Paysage, le siège de M. Featherstonhaugh dans le lointain                   | 1826              | Huile sur toile                            | 83,8 × 121,9 cm              | Philadelphia Museum of Art, Pennsylvanie                  | [ 22 ]    |
|       | View on the Schoharie                                                       | 1826              | Huile sur toile                            | 92,7 × 117,5 cm              | Fenimore Art Museum (en), New York                        | ,         |
|       | Daniel Boone assis près de la porte de sa cabane sur le grand lac Osage     | 1826              | Huile sur toile                            | 97,2 × 108,3 cm              | Mead Art Museum, Massachusetts                            | ,         |
|       | From the Top of Kaaterskill Falls                                           | 1826              | Huile sur toile                            | 79,1 × 104,5 cm              | Detroit Institute of Arts, Michigan                       | [ 27 ]    |
|       | The Woodchopper, Lake Featherstonhaugh                                      | 1826              | Huile sur panneau                          | 68,6 × 86,4 cm               | USC Fisher Museum of Art (en), Californie                 | [ 28 ]    |
|       | Le Dernier des Mohicans : la Mort de Cora (en)                              | c. 1827           | Huile sur toile                            | Unknown                      | Université de Pennsylvanie, Pennsylvanie                  | [ 29 ]    |
|       | Peace at Sunset                                                             | c. 1827           | Huile sur toile                            | 68,9 × 81,9 cm               | Musée des Beaux-Arts de San Francisco, Californie         | [ 30 ]    |
|       | Paysage avec une scène du Dernier des Mohicans                              | 1827              | Huile sur toile                            | 64,5 × 89,1 cm               | Metropolitan Museum of Art, New York                      | [ 31 ]    |
|       | The Clove, Catskills                                                        | 1827              | Huile sur toile                            | 64,1 × 89,2 cm               | New Britain Museum of American Art, Connecticut           | ,         |
|       | Lever de soleil dans les Catskill Mountains                                 | 1827              | Huile sur panneau                          | 47,3 × 64,5 cm               | Musée des Beaux-Arts (Boston), Massachusetts              | [ 34 ]    |
|       | View in the White Mountains                                                 | 1827              | Huile sur toile                            | 64,5 × 89,4 cm               | Wadsworth Atheneum, Connecticut                           | [ 35 ]    |
|       | Autumn in the Catskills                                                     | 1827              | Huile sur panneau                          | 47,3 × 64,6 cm               | Arnot Art Museum, New York                                | [ 36 ]    |
|       | View near the Village of Catskill                                           | 1827              | Huile sur panneau                          | 62,2 × 88,9 cm               | Musée des Beaux-Arts de San Francisco, Californie         | [ 37 ]    |
|       | Composition de paysage : Saint Jean-Baptiste dans le désert                 | 1827              | Huile sur toile                            | 91,4 × 73,5 cm               | Wadsworth Atheneum, Connecticut                           | [ 38 ]    |
|       | Lac Winnepesaukee                                                           | c. 1827 – c. 1828 | Huile sur toile                            | 64,8 × 87 cm                 | Albany Institute of History & Art (en), New York          | [ 39 ]    |
|       | Expulsion: Moon and Firelight                                               | c. 1828           | Huile sur toile                            | 91,4 × 122 cm                | Musée Thyssen-Bornemisza, Madrid                          | [ 40 ]    |
|       | L'Expulsion du jardin d'Éden                                                | 1828              | Huile sur toile                            | 101 × 138,4 cm               | Musée des Beaux-Arts (Boston), Massachusetts              | [ 41 ]    |
|       | Landscape (Landscape with Tree Trunks)                                      | 1828              | Huile sur toile                            | 66,4 × 81,9 cm               | Rhode Island School of Design Museum, Rhode Island        | [ 42 ]    |
|       | The Garden of Eden                                                          | 1828              | Huile sur toile                            | 38,5 × 52,8 cm               | Musée Amon Carter, Texas                                  | [ 43 ]    |
|       | View on Lake Winnipiseogee                                                  | 1828              | Huile sur panneau                          | 50,2 × 66,4 cm               | Wadsworth Atheneum, Connecticut                           | ,         |
|       | Le Reflux des eaux du Déluge                                                | 1829              | Huile sur toile                            | 90,8 × 121,3 cm              | Smithsonian American Art Museum, Washington, D.C.         | [ 46 ]    |
|       | Vue lointaine des chutes du Niagara                                         | 1830              | Huile sur panneau                          | 47,9 × 60,6 cm               | Art Institute of Chicago, Illinois                        | [ 47 ]    |
|       | Tornado in an American Forest                                               | 1831              | Huile sur toile                            | 117,8 × 164,2 cm             | National Gallery of Art, Washington, D.C.                 | ,         |
|       | A Wild Scene                                                                | c. 1831 – c. 1832 | Huile sur toile                            | 129,7 × 194,5 cm             | Musée d'Art de Baltimore, Maryland                        | [ 50 ]    |
|       | Aqueduc près de Rome (en)                                                   | 1832              | Huile sur toile                            | 44,5 × 67,3 cm               | Mildred Lane Kemper Art Museum (en), Missouri             | [ 51 ]    |
|       | The Dead Abel (en)                                                          | 1832              | Huile sur papier monté sur panneau de bois | 17 × 28,5 cm                 | Albany Institute of History & Art (en), New York          | [ 52 ]    |
|       | Paysage romantique avec tour ruinée                                         | c. 1832 – c. 1836 | Huile sur panneau composé                  | 68 × 86,4 cm                 | Albany Institute of History & Art (en), New York          | [ 53 ]    |
|       | Ruined Castle and River                                                     | c. 1832           | Huile sur toile                            | 20,2 × 31,7 cm               | Brooklyn Museum, New York                                 | [ 54 ]    |
|       | The Cascatelli, Tivoli, Looking Towards Rome                                | c. 1832           | Huile sur toile                            | 85,7 × 113 cm                | Columbus Museum of Art, Ohio                              | [ 55 ]    |
|       | A View near Tivoli (Morning)                                                | 1832              | Huile sur toile                            | 37,5 × 58,7 cm               | Metropolitan Museum of Art, New York                      | [ 56 ]    |
|       | Salvator Rosa Sketching Banditti                                            | c. 1832 – c. 1840 | Huile sur panneau                          | 17,8 × 24,1 cm               | Musée des Beaux-Arts (Boston), Massachusetts              | [ 57 ]    |
|       | Catskill Scenery                                                            | c. 1833           | Huile sur toile                            | 62,2 × 82,2 cm               | Musée d'Art de Saint-Louis, Missouri                      | [ 58 ]    |
|       | Sunset, View on the Catskill (en)                                           | 1833              | Huile sur panneau                          | 41,9 × 62,2 cm               | New-York Historical Society, New York                     | ,         |
|       | Le Gobelet de Titan                                                         | 1833              | Huile sur toile                            | 49,2 × 41 cm                 | Metropolitan Museum of Art, New York                      | [ 61 ]    |
|       | Scene from Byron’s “Manfred”                                                | 1833              | Huile sur toile                            | 127 × 96,5 cm                | Yale University Art Gallery, Connecticut                  | [ 62 ]    |
|       | Landscape (Moonlight)                                                       | c. 1833 – c. 1834 | Huile sur toile                            | 62,5 × 80,6 cm               | New-York Historical Society, New York                     | ,         |
|       | Le Cours de l'Empire : Destruction                                          | c. 1833 – c. 1836 | Huile sur toile                            | 100,3 × 161,3 cm             | New-York Historical Society, New York                     | [ 65 ]    |
|       | The Angel Appearing to the Shepherds                                        | c. 1834 – c. 1834 | Huile sur toile                            | 101,5 × 185,5 cm             | Chrysler Museum of Art, Virginia                          | [ 66 ]    |
|       | Autumn Twilight, View of Conway Peak (Mount Chocorua), New Hampshire        | 1834              | Huile sur panneau                          | 34,9 × 49,5 cm               | New-York Historical Society, New York                     | ,         |
|       | Summer Twilight, A Recollection of a Scene in New-England (en)              | 1834              | Huile sur panneau                          | 35,6 × 49,5 cm               | New-York Historical Society, New York                     | ,         |
|       | Clouds                                                                      | c. 1838           | Huile sur papier vergé le bas sur toile    | 22,2 × 27,6 cm               | Metropolitan Museum of Art, New York                      | [ 71 ]    |
|       | Self-Portrait                                                               | c. 1836           | Huile sur toile                            | 55,9 × 45,7 cm               | New-York Historical Society, New York                     | ,         |
|       | The Oxbow                                                                   | 1836              | Huile sur toile                            | 130,8 × 193 cm               | Metropolitan Museum of Art, New York                      | [ 74 ]    |
|       | Le Cours de l'Empire : L'État sauvage                                       | c. 1833 – c. 1836 | Huile sur toile                            | 99,7 × 160,7 cm              | New-York Historical Society, New York                     | [ 75 ]    |
|       | Le Cours de l'Empire : L'État arcadien ou pastoral                          | c. 1834           | Huile sur toile                            | 99,7 × 160,7 cm              | New-York Historical Society, New York                     | [ 76 ]    |
|       | Le Cours de l'Empire : La consommation                                      | c. 1835 – c. 1836 | Huile sur toile (relined)                  | 130,2 × 193 cm               | New-York Historical Society, New York                     | [ 77 ]    |
|       | Le Cours de l'Empire : Désolation                                           | 1836              | Huile sur toile (relined)                  | 99,7 × 160,7 cm              | New-York Historical Society, New York                     | [ 78 ]    |
|       | View on the Catskill Early Autumn                                           | c. 1836 – c. 1837 | Huile sur toile                            | 99,1 × 160 cm                | Metropolitan Museum of Art, New York                      | [ 79 ]    |
|       | Vue de Florence depuis San Miniato                                          | 1837              | Huile sur toile                            | 99,5 × 160,4 cm              | Cleveland Museum of Art, Ohio                             | [ 80 ]    |
|       | Le Départ                                                                   | 1837              | Huile sur toile                            | 100,3 × 161,6 cm             | National Gallery of Art, Washington, D.C.                 | [ 81 ]    |
|       | The Return                                                                  | 1837              | Huile sur toile                            | 100,3 × 161,4 cm             | National Gallery of Art, Washington, D.C.                 | [ 82 ]    |
|       | View on the Arno, near Florence                                             | 1837              | Huile sur toile                            | 84,5 × 135,5 cm              | Worcester Art Museum, Massachusetts                       | [ 83 ]    |
|       | The Vesper Hymn                                                             | c. 1838           | Huile sur toile                            | 53,7 × 45,4 cm               | Yale University Art Gallery, Connecticut                  | [ 84 ]    |
|       | Dream of Arcadia                                                            | c. 1838           | Huile sur toile                            | 98,1 × 159,4 cm              | Musée d'Art de Denver, Colorado                           | [ 85 ]    |
|       | Romantic Landscape with Ruined Tower                                        | 1838              | Huile sur toile                            | 86,4 × 116,8 cm              | National Gallery of Art, Washington, D.C.                 | [ 86 ]    |
|       | View of Schroon Mountain, Essex County, New York, After a Storm             | 1838              | Huile sur toile                            | 99,8 × 160,5 cm              | Cleveland Museum of Art, Ohio                             | [ 87 ]    |
|       | Le Présent                                                                  | 1838              | Huile sur toile                            | 103,5 × 156,5 cm             | Mead Art Museum, Massachusetts                            | [ 88 ]    |
|       | Le Passé                                                                    | 1838              | Huile sur toile                            | 102,9 × 153,7 cm             | Mead Art Museum, Massachusetts                            | [ 89 ]    |
|       | North Mountain and Catskill Creek                                           | 1838              | Huile sur toile                            | 67,2 × 92,6 cm               | Yale University Art Gallery, Connecticut                  | [ 90 ]    |
|       | The Notch of the White Mountains                                            | 1839              | Huile sur toile                            | 102 × 155,8 cm               | National Gallery of Art, Washington, D.C.                 | [ 91 ]    |
|       | New England Scenery                                                         | 1839              | Huile sur toile                            | 57,1 × 46,7 cm               | Art Institute of Chicago, Illinois                        | [ 92 ]    |
|       | Gardens of the Van Rensselaer Manor House                                   | 1840              | Huile sur toile                            | 61 × 91 cm                   | Albany Institute of History & Art (en), New York          | [ 93 ]    |
|       | Le Rêve de l'architecte                                                     | 1840              | Huile sur toile                            | 134,7 × 213,6 cm             | Musée d'Art de Toledo, Ohio                               | [ 94 ]    |
|       | La Fontaine de Vaucluse                                                     | 1841              | Huile sur toile                            | 175,3 × 124,8 cm             | Musée d'Art de Dallas, Texas                              | [ 95 ]    |
|       | Sunset in the Catskills                                                     | 1841              | Huile sur toile                            | 57,2 × 76,2 cm               | Musée des Beaux-Arts (Boston), Massachusetts              | [ 96 ]    |
|       | The Return from the Tournament                                              | 1841              | Huile sur toile                            | 101 × 153,7 cm               | National Gallery of Art, Washington, D.C.                 | [ 97 ]    |
|       | Mill Dam on the Catskill Creek                                              | 1841              | Huile sur toile                            | 56,5 × 76,2 cm               | Currier Museum of Art, New Hampshire                      | [ 98 ]    |
|       | The Temple of Segesta with the Artist Sketching                             | c. 1842           | Huile sur toile                            | 49,9 × 76,5 cm               | Musée des Beaux-Arts (Boston), Massachusetts              | [ 99 ]    |
|       | Le Voyage de la vie (L'enfance)                                             | 1842              | Huile sur toile                            | 134,3 × 195,3 cm             | National Gallery of Art, Washington, D.C.                 | [ 100 ]   |
|       | Le Voyage de la vie (La jeunesse)                                           | 1842              | Huile sur toile                            | 134,3 × 194,9 cm             | National Gallery of Art, Washington, D.C.                 | [ 101 ]   |
|       | Le Voyage de la vie (L'âge adulte)                                          | 1842              | Huile sur toile                            | 134,3 × 202,6 cm             | National Gallery of Art, Washington, D.C.                 | [ 102 ]   |
|       | Le Voyage de la vie (La vieillesse)                                         | 1842              | Huile sur toile                            | 133,4 × 196,2 cm             | National Gallery of Art, Washington, D.C.                 | [ 103 ]   |
|       | View of Sicily                                                              | c. 1842 – c. 1845 | Huile sur panneau panel                    | 18,6 × 25,7 cm18.6 x 25.7 cm | Pennsylvania Academy of the Fine Arts, Pennsylvanie       | [ 104 ]   |
|       | River in the Catskills                                                      | 1843              | Huile sur toile                            | 69,9 × 102,6 cm              | Musée des Beaux-Arts (Boston), Massachusetts              | [ 105 ]   |
|       | Angels Ministering to Christ in the Wilderness                              | 1843              | Huile sur lin                              | 189,2 × 152,4 cm             | Worcester Art Museum, Massachusetts                       | [ 106 ]   |
|       | Campagne romaine (en)                                                       | 1843              | Huile sur toile                            | 82,6 × 106,7 cm              | Wadsworth Atheneum, Connecticut                           | [ 107 ]   |
|       | Mount Etna from Taormina, Sicily                                            | 1843              | Huile sur toile                            | 200 × 306 cm                 | Wadsworth Atheneum, Connecticut                           | [ 108 ]   |
|       | An Italian Autumn                                                           | 1844              | Huile sur toile                            | 81,6 × 123,2 cm              | Musée des Beaux-Arts (Boston), Massachusetts              | [ 109 ]   |
|       | A View of the Two Lakes and Mountain House, Catskill Mountains, Morning     | 1844              | Huile sur toile                            | 91 × 136,9 cm                | Brooklyn Museum, New York                                 | [ 110 ]   |
|       | American Lake Scene                                                         | 1844              | Huile sur toile                            | 46,4 × 62,2 cm               | Detroit Institute of Arts, Michigan                       | [ 111 ]   |
|       | The Mill, Sunset                                                            | 1844              | Huile sur toile                            | 66,4 × 91,6 cm               | Musée d'art Nelson-Atkins, Missouri                       | [ 112 ]   |
|       | View of the Thames                                                          | 1845              | Huile sur panneau                          | 34 × 51,4 cm                 | Musée des Beaux-Arts (Boston), Massachusetts              | [ 113 ]   |
|       | Il Penseroso (en)                                                           | 1845              | Huile sur toile                            | 82,2 × 122,1 cm              | Musée d'Art du comté de Los Angeles, Californie           | [ 114 ]   |
|       | La Croix dans la contrée sauvage                                            | 1845              | Inconnu                                    | 61 × 61 cm                   | Musée du Louvre, Paris                                    | ,         |
|       | Catskill Creek                                                              | 1845              | Huile sur toile                            | 67,3 × 91,4 cm               | New-York Historical Society, New York                     | ,         |
|       | View across Frenchman's Bay from Mt. Desert Island, after a Squall          | 1845              | Huile sur toile                            | 97,3 × 159 cm                | Cincinnati Art Museum, Ohio                               | [ 119 ]   |
|       | L'Allegro                                                                   | 1845              | Huile sur toile                            | 81,6 × 121,9 cm              | Musée d'Art du comté de Los Angeles, Californie           | [ 120 ]   |
|       | The Hunter's Return                                                         | 1845              | Huile sur toile                            | 101,9 × 153,7 cm             | Musée Amon Carter, Texas                                  | [ 121 ]   |
|       | A Pic-Nic Party                                                             | 1846              | Huile sur toile                            | 121,6 × 137,2 cm             | Brooklyn Museum, New York                                 | [ 122 ]   |
|       | Arc de Néron (en)                                                           | 1846              | Huile sur toile                            | 153 × 122,6 cm               | Newark Museum, New Jersey                                 | [ 123 ]   |
|       | The Mountain Ford                                                           | 1846              | Huile sur toile                            | 71,8 × 101,8 cm              | Metropolitan Museum of Art, New York                      | [ 124 ]   |
|       | The Cross and the World: The Pilgrim of the Cross at the End of His Journey | c. 1846 – c. 1848 | Huile sur toile                            | 30,5 × 45,7 cm               | Smithsonian American Art Museum, Washington, D.C.         | [ 125 ]   |
|       | Indian Pass                                                                 | 1847              | Huile sur toile                            | 101,8 × 75,6 cm              | Museum of Fine Arts, Houston, Texas                       | [ 126 ]   |
|       | Prométhée enchaîné                                                          | 1847              | Huile sur toile                            | 243,8 × 162,6 cm             | Musée des Beaux-Arts de San Francisco, Californie         | [ 127 ]   |
|       | Genesee Scenery                                                             | 1847              | Huile sur toile                            | 130,8 × 99,7 cm              | Rhode Island School of Design Museum of Art, Rhode Island | [ 128 ]   |
|       | Home in the Woods                                                           | 1847              | Huile sur toile                            | 168 × 112,7 cm               | Reynolda House Museum of American Art, North Carolina     | [ 129 ]   |
|       | Le Bon Pasteur                                                              | 1848              | Huile sur toile                            | 81,3 × 121,9 cm              | Crystal Bridges Museum of American Art, Arkansas          | [ 130 ]   |
|       | Croix au coucher du soleil (en)                                             | c. 1848           | Huile sur toile                            | 81,8 × 122,4 cm              | Musée Thyssen-Bornemisza, Madrid                          | [ 12 ]    |

### Œuvres non datées
| Image | Titre                                                      | Type                     | Dimensions     | Collection                                           | Référence |
| ----- | ---------------------------------------------------------- | ------------------------ | -------------- | ---------------------------------------------------- | --------- |
|       | Italian Landscape (formerly The Catskills from Saugerties) | Huile sur panneau        | 13,3 × 23,5 cm | Fralin Museum of Art (en), Virginie                  | [ 131 ]   |
|       | Dead Rising from Tombs                                     | Huile sur un fin panneau | 19 × 27,5 cm   | Musée d'Art de l'université de Princeton, New Jersey | [ 132 ]   |
|       | Italian Ruins, unfinished                                  | Huile sur panneau        | 24,1 × 31,8 cm | Maison Thomas Cole (en), New York                    | [ 133 ]   |
|       | Landscape, Sunrise in the Clove                            | Huile sur toile          | 14 × 21,6 cm   | Maison Thomas Cole (en), New York                    | [ 134 ]   |

## Travaux préparatoires
| Image | Titre                                                                       | Année             | Type                                       | Dimensions     | Collection                                           | Référence |
| ----- | --------------------------------------------------------------------------- | ----------------- | ------------------------------------------ | -------------- | ---------------------------------------------------- | --------- |
|       | Étude pour The Angel Appearing to the Shepherds                             | 1831              | Huile sur panneau                          | 17,8 × 22,2 cm | Chrysler Museum of Art, Virginie                     | [ 135 ]   |
|       | Étude pour Le Cours de l'Empire : L'État sauvage                            | c. 1834           | Huile sur toile                            | 18,7 × 26 cm   | Musée d'Art de l'université de Princeton, New Jersey | [ 136 ]   |
|       | Croquis pour The Oxbow                                                      | 1836              | Huile et crayon sur panneau de composition | 14 × 23,8 cm   | Metropolitan Museum of Art, New York                 | [ 137 ]   |
|       | Étude pour Le Voyage de la vie (L'âge adulte)                               | c. 1837 – c. 1839 | Huile sur panneau                          | 30,5 × 34,6 cm | Albany Institute of History & Art (en), New York     | [ 138 ]   |
|       | Étude pour Le Voyage de la vie (La vieillesse)                              | c. 1837 – c. 1839 | Huile sur panneau                          | 30,5 × 34,8 cm | Albany Institute of History & Art (en), New York     | [ 139 ]   |
|       | Étude de personnage pour Le Voyage de la vie (La jeunesse)                  | c. 1839 – c. 1840 | Huile et graphite sur toile                | 64,1 × 52,7 cm | Munson-Williams-Proctor Arts Institute, New York     | [ 140 ]   |
|       | Étude de personnage pour Le Voyage de la vie (L'âge adulte)                 | c. 1839 – c. 1840 | Huile sur toile à tissage diagonal         | 26,7 × 20,5 cm | Munson-Williams-Proctor Arts Institute, New York     | [ 141 ]   |
|       | Étude de composition pour Le Voyage de la vie (L'âge adulte)                | c. 1840           | Huile                                      | 31,1 × 43,7 cm | Smith College Museum of Art, Massachusetts           | [ 142 ]   |
|       | Étude pour Catskill Creek                                                   | c. 1844 – c. 1845 | Huile sur panneau                          | 30,5 × 45,7 cm | National Gallery of Art, Washington, D.C.            | [ 143 ]   |
|       | Étude pour The Cross and the World                                          | c. 1846 – c. 1847 | Huile sur panneau                          | 30,1 × 46,2 cm | Brooklyn Museum, New York                            | [ 144 ]   |
|       | Étude pour The Cross and the World: The Pilgrim of the World on his Journey | c. 1846 – c. 1847 | Huile sur toile                            | 30 × 46 cm     | Albany Institute of History & Art (en), New York     | [ 145 ]   |
|       | Étude pour The Pilgrim of the World at the End of His Journey               | c. 1847           | Huile sur toile                            | 30,5 × 45,7 cm | Smithsonian American Art Museum, Washington, D.C.    | [ 146 ]   |